# Ivonivți, Tîvriv
Ivonivți (în ucraineană Івонівці) este un sat în comuna Jahnivka din raionul Tîvriv, regiunea Vinnița, Ucraina.

## Demografie
Componența lingvistică a localității Ivonivți
     Ucraineană (94,54%)
     Rusă (2,01%)
     Alte limbi (0,29%)
Conform recensământului din 2001, majoritatea populației localității Ivonivți era vorbitoare de ucraineană (94,54%), existând în minoritate și vorbitori de rusă (2,01%).